# Джей-стрит — Метротек (Нью-Йоркское метро)
Джей-стрит — Метротек (англ. Jay Street — MetroTech) — это пересадочный узел Нью-Йоркского метро. Главные выходы идут к Джей-стрит, Лоуренс-стрит, Виллоуби-стрит.
В пересадочный узел входят станции следующих линий:
- линия Калвер, Ай-эн-ди,
- линия Фултон-стрит, Ай-эн-ди,
- линия Четвёртой авеню, Би-эм-ти.

На станциях пересадочного узла останавливаются маршруты:
- A, F, R (круглосуточно),
- C (круглосуточно, кроме ночи),
- <F> (в часы пик в пиковом направлении),
- N (ночью),
- W (часть рейсов в часы пик в пиковом направлении).

Пересадочный узел был открыт 10 октября 2010 года, путём объединения двух рядом находящихся станций — Jay Street — Borough Hall (IND) и Lawrence Street — MetroTech (BMT). До этого, перехода между станциями не было, в течение 77 лет после их открытия.
Рядом со станциями расположены:
- Политехнический институт — один из бакалавриатов Нью-Йоркского университета
- Нью-Йоркский колледж технологий — один из колледжей входящих в состав Городского университета Нью-Йорка
- Метро-Тек-Сентер — деловой и образовательный центр
- Здание Бруклинского Муниципалитета
- Фултон-Молл — небольшая пешеходная улица в Нижнем Бруклине, с более чем 230 магазинами

## Платформы Ай-эн-ди
|         |   |   |       |       |   |   |         |
| F · <F> | · | · | A · C | A · C | · | · | F · <F> |

|         |   |   |       |       |   |   |         |
| F · <F> | · | · | A · C | A · C | · | · | F · <F> |

«Джей-стрит — Метротек» (англ. Jay Street–MetroTech) — станция Нью-Йоркского метрополитена, расположенная на линиях Фултон-стрит, Ай-эн-ди, и Калвер, Ай-эн-ди.  На станции останавливаются маршруты: A (круглосуточно), C (круглосуточно, кроме ночи), F (круглосуточно) и <F> (в часы пик в пиковом направлении). По двум центральным путям станции проходят поезда маршрутов A и C, а по двум крайним — маршрутов F и <F>.
Станция состоит из двух островных платформ: внешние пути используются IND Fulton Street Line, которая севернее станции становится IND Eighth Avenue Line, а внутренние — IND Culver Line, которая, тоже севернее станции, становится IND Sixth Avenue Line. К северу от станции имеется съезд между путями обеих линий.
Колонны станции окрашены в полуночный синий цвет, со свисающими табличками по центру, с названием станции.
- Поезд-путеизмеритель
- Окно для инкассаторского поезда
- Станция во время ремонта
- Колонна с обозначением

## Платформа Би-эм-ти
|   |   |   |   |
| · | · | · | · |

|   |   |   |   |
| · | · | · | · |

«Джей-стрит — Метротек» (англ. Jay Street–MetroTech) — станция Нью-Йоркского метрополитена, расположенная на линии Четвёртой авеню, Би-эм-ти.  На станции останавливаются маршруты: N (ночью), R (круглосуточно) и W (часть рейсов в часы пик в пиковом направлении).
Станция состоит из одной островной платформы. Выходы идут на Лоуренс-стрит и Виллоуби-стрит. Колонны станции выкрашены в тёмно-зелёный цвет. В северной части станции также видно её расширение, возникшее уже после строительства.
- Эскалатор
- Выход и вход

## Соседние станции
| Условные обозначения |
| для дней и часов работы маршрутов (более точно указано во всплывающих подсказках при этих обозначениях): |
| --- |
| круглосуточно круглосуточно, кроме ночи круглосуточно, кроме будней днём (либо часов пик) в пиковом направлении в будни днём (и, возможно, вечером) в будни круглосуточно в часы пик в будни днём (либо в часы пик) в пиковом направлении в будни днём (либо в часы пик) в направлении, обратном пиковому в выходные ночью ночью и в выходные (и, возможно, вечером) нет движения поездов |

| Предыдущая станция                       | ЛинияНазвание станции                                                     | Следующая станция                                                                   |
| ---------------------------------------- | ------------------------------------------------------------------------- | ----------------------------------------------------------------------------------- |
| Йорк-стрит · (F <F>) · Хай-стрит · (A C) | линия Фултон-стрит, Ай-эн-ди линия Калвер, Ай-эн-ди Джей-стрит — Метротек | Берген-стрит · (F) · Седьмая авеню · (<F>) · Хойт-стрит — Скермерхорн-стрит · (A C) |
| Корт-стрит · (N R W)                     | линия Четвёртой авеню, Би-эм-ти Джей-стрит — Метротек                     | Декалб-авеню · (N R W)                                                              |